# Ligne Putrajaya
La ligne Putrajaya (ligne 12) est une ligne de métro automatique qui dessert Kuala Lumpur, son agglomération et Putrajaya, en Malaisie. La première partie, qui reliera Kwasa Damansara à Kampung Baru, devrait être inaugurée fin novembre 2021. La deuxième partie reliera Kampung Baru à Putrajaya et devrait être inaugurée en 2023. A terme, la ligne reliera le nouveau quartier de Kwasa Damansara à la statue Putrajaya Sentral, en desservant notamment Titiwagasa ou encore Tun Razak Exchange, au pied de la tour The Exchange 106. La ligne sera longue de 52.2km, dont 13,5km souterrains, et possèdera 37 stations.

## Projet
En 2023, la ligne sera longue de 57,7 kilomètres et s'étire du nord-ouest au sud de l'agglomération de Kuala Lumpur en passant par son centre. Elle dessert 37 stations. Compte tenu de l'absence de conducteur les stations seront équipées de portes palières qui s'ouvrent et se ferment automatiquement, tout comme sur la ligne Sungai Buloh - Kajang.
La ligne est en correspondance avec plusieurs autres lignes de transport lourd de l'agglomération : 
- Stations de Kwasa Damansara: correspondance avec la ligne Sungai Buloh - Kajang
- Station de Sungai Buloh : correspondances avec la ligne KTM  Port Klang
- Station de Sri Damansara Timur : correspondances avec la ligne KTM  Port Klang
- Station de  Kampung Batu : correspondances avec la ligne KTM  Seremban
- Stations de Titiwagesa : correspondance avec la ligne de métro léger Ampang, la ligne de métro léger Sri Petaling et le Monorail de Kuala Lumpur
- Station de  Ampang Park: correspondance avec la ligne de métro léger Kelana Jaya
- Station de Tun Razak Exchange: correspondance avec la ligne Sungai Buloh - Kajang
- Stations de Chan Sow Lin : correspondance avec la ligne de métro léger Ampang et la ligne de métro léger Sri Petaling
- Stations de Sungai Besi : correspondance avec la ligne de métro léger Sri Petaling

## Matériel roulant
| Matériel      | Livraison | Constructeur  | Nombre de rame | Nombre de voiture | Photo |
| ------------- | --------- | ------------- | -------------- | ----------------- | ----- |
| Hyundai Rotem | 2021      | Hyundai Rotem | 49             | 4                 |       |